# 博纳-桑布朗赛府邸
博纳-桑布朗赛府邸（Hôtel de Beaune-Semblançay）是法国图尔的一座历史建筑，建于15-16世纪，在1941年和1947年列为法国历史古迹.
该建筑的原业主是弗朗索瓦一世的财务总监桑布朗赛男爵雅克·德·博纳。 
博纳-桑布朗赛府邸位于图尔市中心，卢瓦尔河左岸附近，由国家街、朱尔斯·法弗街、贝特洛街和科尔贝街环绕的博纳-桑布朗赛花园中。